# Abazar Eslami
Abazar Eslami (ur. 6 sierpnia 1985) – irański zapaśnik walczący w stylu wolnym. Siódmy na igrzyskach wojskowych w 2015. Wojskowy mistrz świata w 2010  roku.